# Valbondione
Valbondione là một đô thị ở tỉnh Bergamo trong vùng Lombardia, có vị trí cách khoảng 90 km về phía đông bắc của Milano và khoảng 45 km về phía bắc của Bergamo. Tại thời điểm ngày 31 tháng 12 năm 2004, đô thị này có dân số 1.156 người và diện tích là 95.0 km².
Đô thị Valbondione có các frazioni (đơn vị cấp dưới, chủ yếu là các làng) Fiumenero, Lizzola Alta, Lizzola Bassa, Bondione, Maslana, Gavazzo, và Dossi.
Valbondione giáp các đô thị: Carona, Gandellino, Gromo, Piateda, Ponte in Valtellina, Teglio, Vilminore di Scalve.